# Juli Eduardowitsch Konjus
Juli Eduardowitsch Konjus (russisch Юлий Эдуардович Конюс, auch unter dem ursprünglichen französischen Namen Julius Conus bzw. Jules Conus; * 20. Januarjul. / 1. Februar 1869greg. in Moskau; † 3. Januar 1942 in Melenki) war ein russischer Violinist und Komponist.
Konjus, der französischer Abstammung war, studierte in Moskau und Paris, und wirkte mehrere Jahre in Paris im Orchester der Oper und als Violinvirtuose. 1891 wurde er Konzertmeister in New York City. Von 1893 bis 1901 war er Geigenlehrer am Moskauer Konservatorium und schloss Freundschaft mit Sergei Rachmaninow. Ab 1919 lebte er in Paris, bevor er 1939 nach Moskau zurückkehrte.
Neben didaktischen Werken schrieb er ein Violinkonzert in e-Moll.
Sein Vater Eduard Konjus (1827–1902) war Klavierlehrer, sein Bruder Georgi Konjus Komponist und Musikpädagoge, sein Bruder Lew Konjus Pianist, sein Sohn Sergei Konjus Pianist und Komponist.